# Order herbowy
Ordery herbowe nadawały herbowi dostojności, były pewnego rodzaju oznaką godności. Ordery, nadawane konkretnej osobie za konkretne zasługi, nie wchodziły na trwałe do herbu i nie podlegały dziedziczeniu.
W herbie umieszczano je na łańcuchach orderowych lub wstęgach orderowych, w taki sposób, że góra łańcucha znajdowała się za tarczą herbową – łańcuch był „podłożony” pod tarczę – godło orderowe zaś poniżej niej. W przypadku posiadania przez właściciela herbu kilku orderów, ustawiano je w kolejności podyktowanej europejską hierarchią orderową, od najdostojniejszego najwyżej, po najmniej dostojny u dołu. Niektóre ordery, m.in. wyższe godności zakonów rycerskich i Legii Honorowej umieszcza się w postaci właściwego krzyża orderowego za tarczą. Jednocześnie godności zakonne (klasy orderu rycerskiego) bywają odzwierciedlane w samej tarczy herbowej, w różny sposób, przez umieszczenie symbolicznego krzyża w głowicy, w skwadrowaniu z herbem właściciela, lub w tarczy sercowej. Heraldyka napoleońska umieszczała symbol orderu Legii na figurach zaszczytnych (pasie, słupie, głowicy, krokwi) w tarczy. Niektóre ordery mają specyficzne, sobie tylko właściwe sposoby przedstawiania w heraldyce – np. Order Smoka – wizerunek smoka okalającego tarczę, lub Order Podwiązki – podwiązka barwy błękitnej, ze złotymi zapięciami i takim samym napisem wykół tarczy.  W herbach polskich z czasów przedrozbiorowych ordery spotykamy stosunkowo rzadko, gdyż do XVIII wieku nie istniały ordery polskie, zaś na nadawanie Polakom orderów przez obcych monarchów ogół szlachecki patrzył niechętnie, jako na zjawisko sprzeczne z zasadą równości szlacheckiej. Najczęściej spotykane w heraldyce polskiej ordery obce to przede wszystkim habsburski Order Złotego Runa: posiadali go prawie wszyscy polscy królowie od czasów Zygmunta I. Jan III Sobieski posiadał francuski Order św. Ducha.

Przykłady orderów w polskich herbach
Herb władców z dynastii Jagiellonów z Orderem Złotego Runa
Herb władców z dynastii Wettynów z Orderem Orła Białego oraz z Orderem Złotego Runa
Herb Stanisława Augusta Poniatowskiego z Orderem Świętego Stanisława oraz z Orderem Orła Białego

Inne przykłady
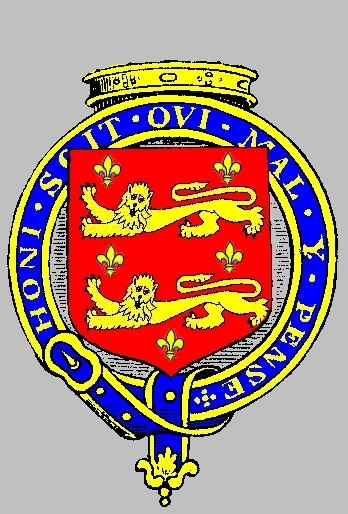
Order Podwiązki – insygnia wokół tarczy
Order Św. Łazarza – insygnia za tarczą, poniżej i w tarczy.
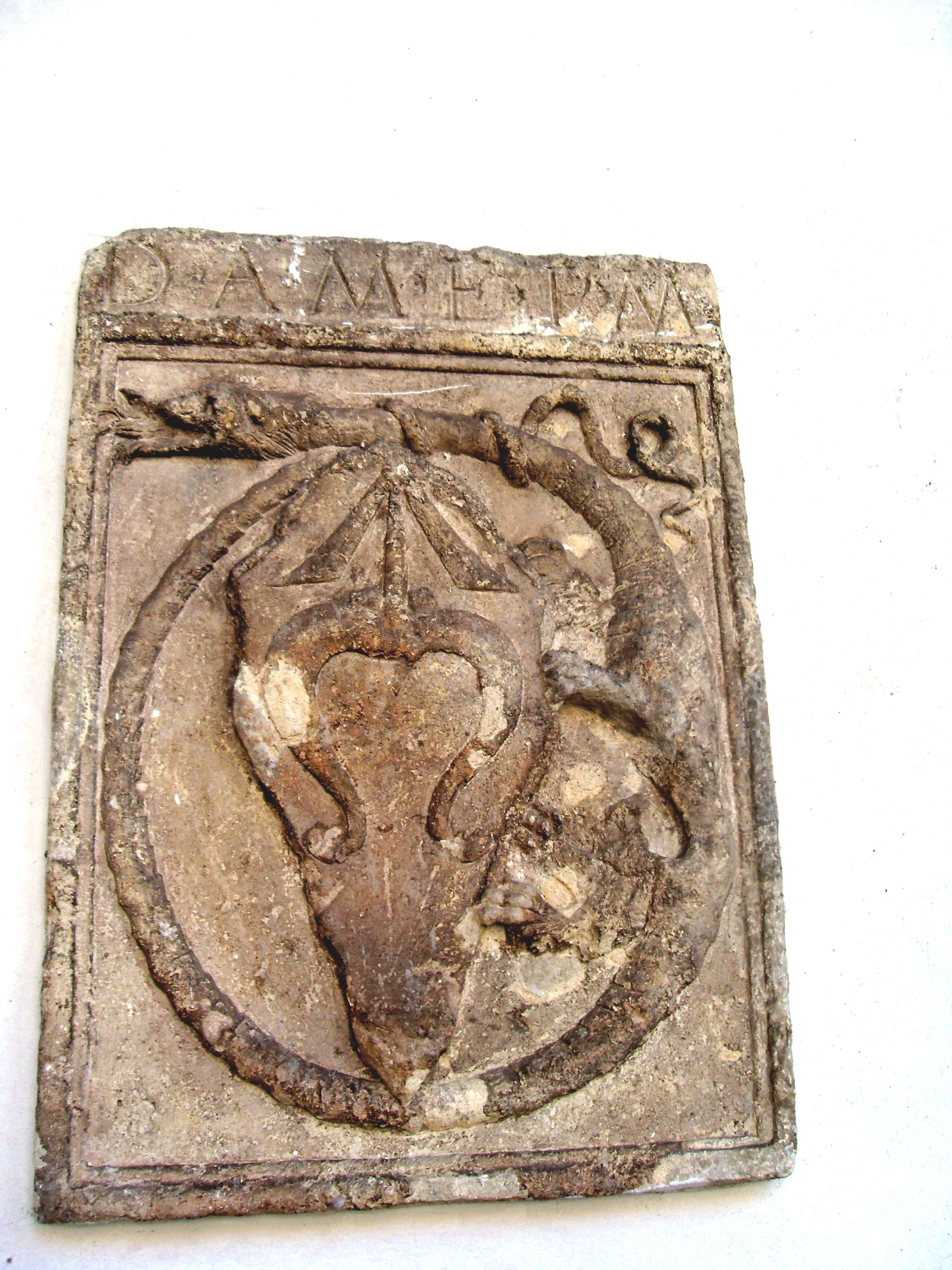
Order Smoka – insygnia wokół tarczy.
Krzyż Wielki Legii Honorowej – insygnia za tarczą i poniżej tarczy
Legia Honorowa – insygnia na tarczy